# 城关镇 (卢氏县)
城关镇，是中华人民共和国河南省三門峽市卢氏县下辖的一个乡镇级行政单位。

## 歷史
1929年在盧氏縣城置乐善、忠居、居仁、尊贤四里。1930年改设中华镇、文化镇。1942年在縣城置首善镇。1949年9月，建立城关镇公所。1951年9月，與周邊鄉鎮合併為城关区。1954年7月重新設镇，1955年12月與城关区合併为城关中心乡，1958年8月改为城关公社。1961年3月，改为城关镇。1968年4月，建立城关镇革命委员会。1982年2月，恢復城关镇人民政府。

## 地理
城关镇位於卢氏县中部，东以沙河、西以黑马渠、北以九龙山與東明鎮為界，南隔洛河與文峪乡相望，面积64平方千米。多年平均气温12.6℃，无霜期平均184天，年均降水量647.8毫米。林坡2287亩，绿化面积0.487平方公里。地处卢氏县主城区，境内有209国道、靖华路、解放路、滨河路、文化路、伏牛路、新建路、迎宾路、文明路、虢台路、清惠路、柳林路等干道。

## 行政区划
城关镇下轄19个社区：
和平里社区、西关社区、南新村社区、寨子社区、西南街社区、柳林路社区、北关村社区、文明路社区、北石桥社区、虢台路社区、北大街社区、共建路社区、东街社区、高村社区、南大街社区、河洛嘉园社区、药城社区和文化路社区。

## 經濟
城关镇共有耕地274亩，粮食作物以玉米、小麦为主，畜牧业以生猪、牛、羊、家禽为主。2018年有工业企业22个，其中规模以上1个，营业面积超过50平方米以上的综合商店或超市13个。2021年，城关镇完成财政总收入5138万元。

## 社會
城关镇常住人口有7.2万余人，其中户籍人口4.1万余人，回族居民主要聚居于北关社区。城关镇有小学3所，初中1所，各级各类医疗卫生机构12个，有镇文化中心1个，村级文化大院7个，农家书屋6个，藏书21000余册，地方非物质文化遗产有剪纸、烙画、面塑、腰鼓等，特产有光明麻片、大个烧鸡等。